# Baumhaueriet
Baumhaueriet is een mineraal met een lood- tot staalgrijze kleur, slaat regenboogkleurig uit.

## Ontstaan
Hydrothermaal, geassocieerd met realgaar en andere sulfozouten.

## Voorkomen
De beste kristallen, tot 2,5 cm, zijn gevonden in Lengenbach, Binntal, Zwitserland; massieve aggregaten in Hemlo, Thunder Bay, Ontario, Canada en in Sterling Hill, New Jersey, Verenigde Staten.